# Богданов Олександр Петрович
Олександр Петрович Богданов (5 січня 1951 , Дозорне, Кримська область  — 18 травня 1984 , Афганістан ) — майор прикордонних військ КДБ СРСР, учасник Афганської війни, Герой Радянського Союзу (1984).

## Біографія
Народився 5 січня 1951 року в селі Дозорне (нині — Білогірський район Криму) у робітничій сім'ї. Закінчив десять класів середньої школи. Торішнього серпня 1968 року був призваний на службу, служив у прикордонних військах КДБ СРСР. У 1971 році вступив до КПРС. У 1972 році закінчив Московське вище прикордонне командне училище КДБ при Раді Міністрів СРСР. Проходив службу в прикордонних військах на Далекому Сході. Спочатку був заступником начальника, а згодом начальником прикордонзастави. У 1978-1981 роках навчався у Військовій академії імені Фрунзе. Після її закінчення був начальником відділення, потім начальником штабу Нахічеванського прикордонзагону Закавказького прикордонного загону.

## Подвиг

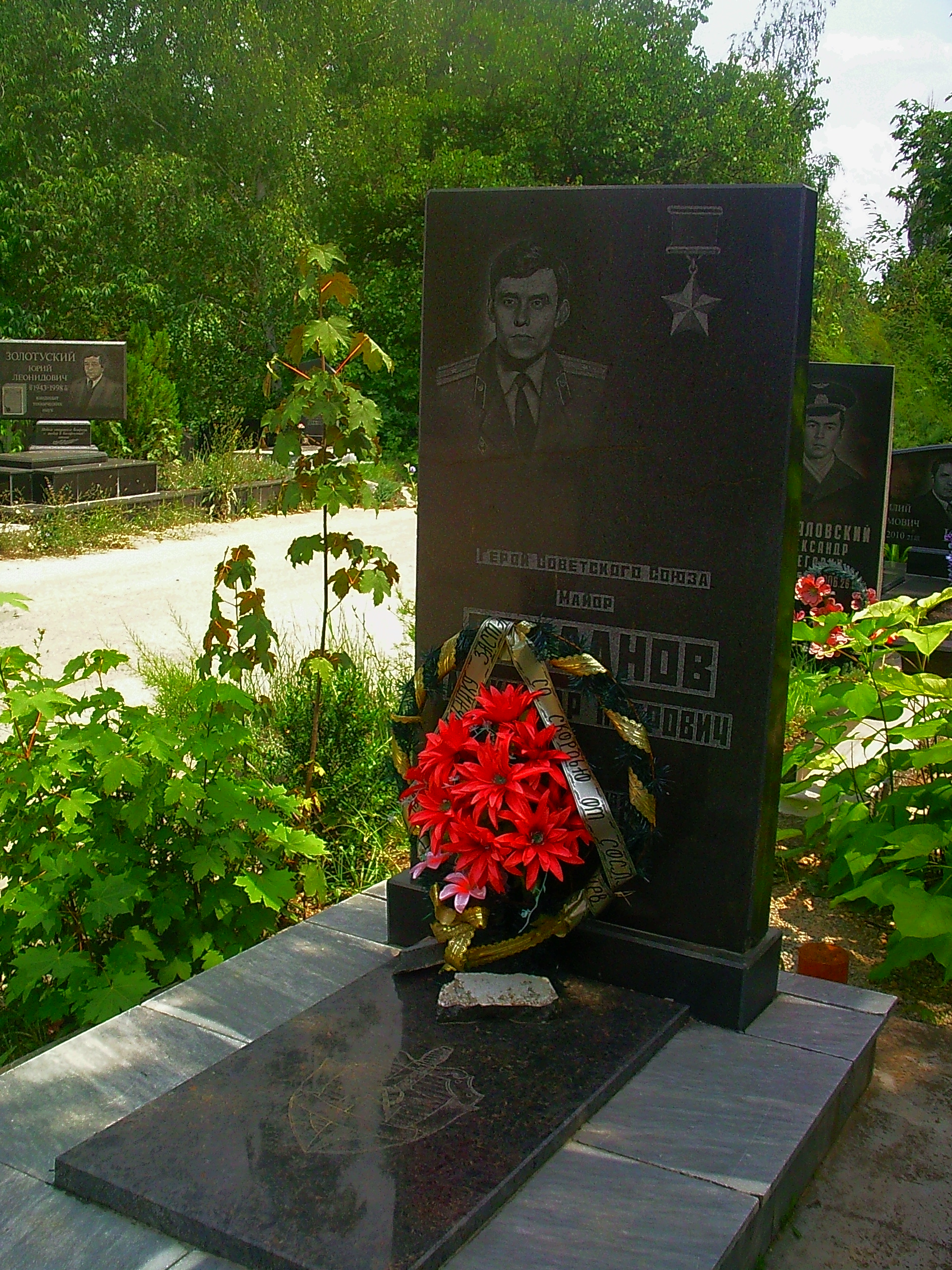
Могила в Сімферополі

Із нагородного листа про надання звання Герой Радянського Союзу:
«Із 1983 року служив в Афганістані, був військовим радником військової частини прикордонних військ ДРА. Богданов брав участь у плануванні, підготовці та здійсненні 15 успішних бойових операцій, силами цієї військової частини було знищено два угруповання моджахедів. 18 травня 1984 року, потрапивши в оточення переважаючими силами моджахедів, Богданов отримав три важкі поранення, але продовжив битися і загинув у рукопашній сутичці».

## Звання Герой Радянського Союзу
Указом Президії Верховної Ради СРСР від 21 червня 1984 року — «За „мужність і відвагу, виявлені при виконанні військового обов'язку“ майор Олександр Богданов посмертно був удостоєний високого звання Героя Радянського Союзу».

## Нагороди
- орден Леніна
- Медаль «Золота Зірка»
- медалі
- афганська медаль «За хорошу охорону кордону»
- афганський орден «Червоний Прапор»

## Пам'ять
Ім'ям Героя Богданова Олександра Петровича названі вулиця та школа у його рідному селі Дозорне Білогірського району Республіки Крим. У місті Сімферополі на будівлі по вулиці Севастопольська, будинок 21, у якому раніше розміщувалася середня школа № 2, у якій навчався Богданов О. П. протягом двох років із 1966 по 1968 роки встановлено меморіальну дошку. Іменем Богданова Олександра Петровича названо вулицю в селі Каштанове Сімферопольського району Республіки Крим. 18 травня 1986 року ім'ям Героя Радянського Союзу Олександра Богданова названо прикордонну заставу 70-го Казакевичівського Червонопрапорного прикордонного загону (в/ч 9783) у Хабаровському краї, начальником якої він був на початку 1980-х років. Похований на Сімферопольському цвинтарі «Абдал».